# Elgin, Minnesota
Elgin är en ort i Wabasha County i Minnesota. Vid 2010 års folkräkning hade Elgin 1 089 invånare.